# Fredrik Fehr

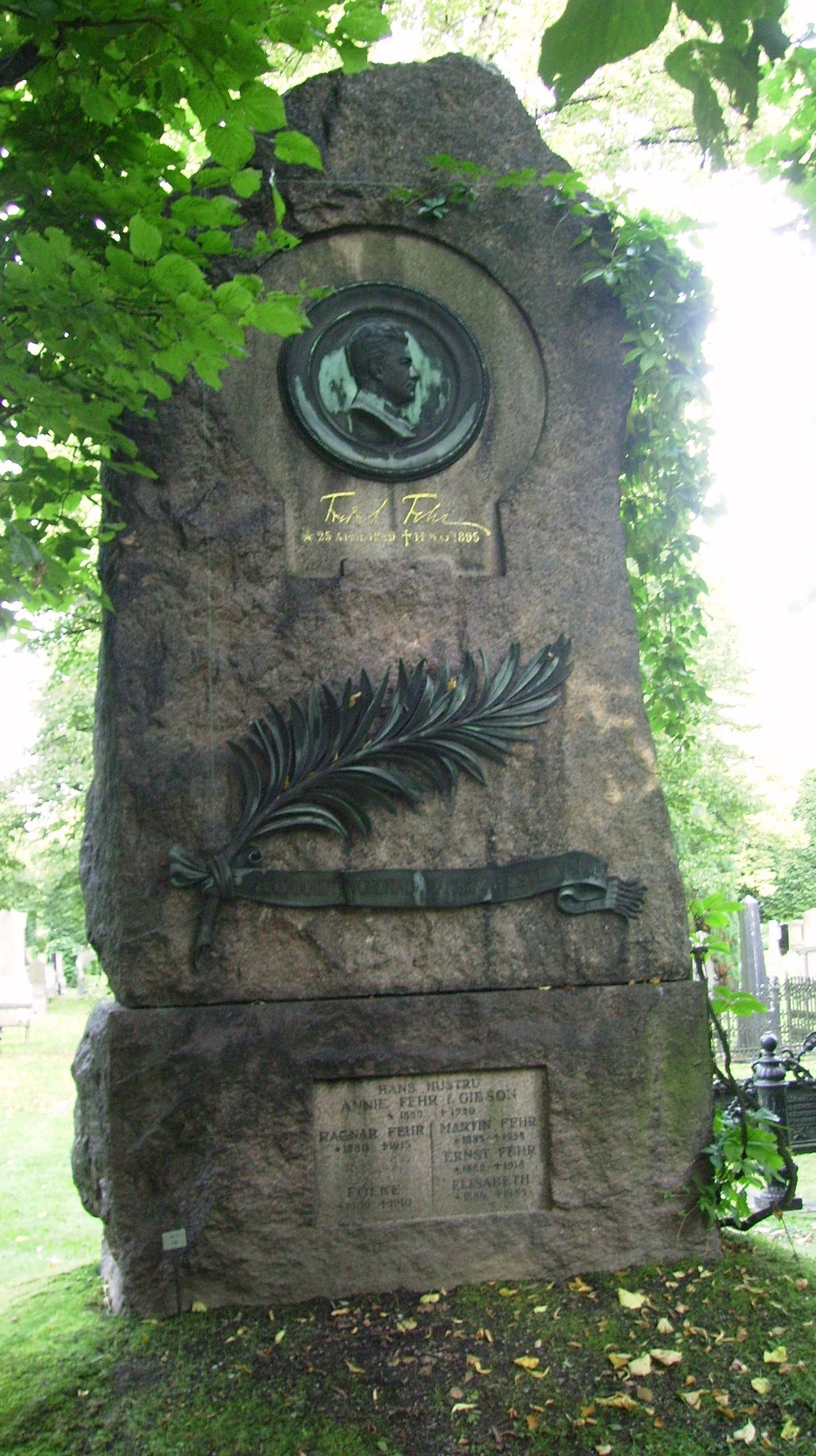
Fredrik Fehrs gravvård på Norra begravningsplatsen i Solna kommun.

Fredrik August Fehr, född den 25 april 1849, död den 14 maj 1895, var en svensk teolog och präst. Han var bror till Isak Fehr och far till Ragnar och Martin Fehr.

## Biografi
Fehr blev filosofie doktor och docent i hebreiska i Uppsala 1872, komminister i Maria Magdalena församling i Stockholm 1879, pastor primarius 1884 samt teologie doktor i Giessen 1892.
Fehr introducerades tidigt i den historiska bibelkritiken och lärde under studieresor i Tyskland känna den ritschlska teologin och blev dess förste representant i Sverige. Fehrs verksamhet har betecknats som "reformatorisk" och syftade till att göra evangelisk tro förståelig för den bildade medelklassen. Han var uppburen som predikant, men mötte också skarp opposition. Undervisning i kristendomen i anslutning till Luthers lilla katekes anses vara Fehrs viktigaste arbete. 
I jämförelse med Ritschl hade han en mer traditionell syn på synden, lidandet och döden, vilket kan höra samman med den schartauanska fromheten i hans barndomshem. Han var också otillfredsställd med Ritschls immanens. Annars var han främmande för mycket av det som väckelserörelserna stod för. "Av den pietistiska fromheten fanns intet spår hos honom", enligt Samuel Fries.
Fehr var humanist med personliga vänskapsband med de ledande tyska forskarna Albrecht Ritschl, Adolf von Harnack med flera. Han introducerade den moderna nyprotestantiska teologin för den unge Nathan Söderblom. Fehr var också engagerad i skolfrågor och Fridtjuv Bergs tankar om kristendomsundervisning år 1919 stod i samklang med Fehrs.